# Wolfgang Aldegarmann
Wolfgang Aldegarmann (24 de junho de 1916 - 6 de dezembro de 1944) foi um comandante de U-Boot que serviu na Kriegsmarine durante a Segunda Guerra Mundial.

## Carreira

### Patentes
| 4 Set 1939 | Offiziersanwärter    |
| 1 Jul 1940 | Fähnrich zur See     |
| 1 Jul 1941 | Oberfähnrich zur See |
| 1 Mar 1942 | Leutnant zur See     |
| 1 Set 1943 | Oberleutnant zur See |

### Condecorações
| 1940 | Cruz de Ferro 2ª Classe     |
| 1941 | Badge de Guerra Minesweeper |
| 1942 | Cruz de Ferro 1ª Classe     |